# Rio All Suite Hotel and Casino
Pour les articles homonymes, voir Rio.
Le Rio est un hôtel-casino de Las Vegas.
Il est hors du Strip, près du Palms casino-resort. Le propriétaire du Rio est Caesars Entertainment.
L'hôtel a ouvert ses portes en 1997 et dispose de 2563 chambres. L'hôtel propose plusieurs restaurants (Tilted Kilt, Village Seafood Buffet, Sao Paulo Cafe, Hamada, Bamboleo Mexican, Carnival World Buffet, Fiore Steakhouse, ...) ; une boîte de nuit (Voodoo Lounge) ; une piscine et un spa (Rio Spa).
Le Rio est depuis 2005 l'hôte des World Series of Poker.

## Les services de l'hôtel

### Les chambres
- samba suites
- deluxe studio suite
- deluxe studio suite 2 queens
- premium studio suite
- premium studio suite 2 queens
- the six bedroom palazzo suite
- the three bedroom palazzo suite
- the two bredroom palazzo suite
- the one bedroom palazzo suite
- rio presidential suite
- rio penthouses
- rio super suite
- rio deluxe masquerade suite
- rio cariocas suite
- rio masquerade suite

## Record
Prince a donné 44 concerts à guichets fermés dans la salle.